# Útvarp Føroya
Útvarp Føroya [ˈʉutvaɻp ˈfœɹja] (ÚF) (deutsch Radio der Färöer) ist der staatliche Rundfunk der Färöer. Der Sender nahm am 6. Februar 1957 seinen Sendebetrieb auf.
Das Wort „útvarp“ ist ein Lehnwort aus dem Isländischen und bedeutet wörtlich-etymologisch „Auswurf“ im Sinne von „Ausstrahlung“. Vgl. auch sjónvarp („Sichtwurf“) – Fernsehen, oder kringvarp („Rundwurf“) – Rundfunk.

## Geschichte
ÚF ist, wie auch das Fernsehen Sjónvarp Føroya (SvF), ein öffentlicher Sender mit einem Programm, das überall auf den Färöern und via Streaming Audio weltweit im Internet empfangen werden kann. Heute sind sowohl das Fernsehen SvF und das Radio ÚF in der gemeinsamen Rundfunkanstalt Kringvarp Føroya zusammengefasst.
Der Sender hat seinen Sitz in Tórshavn in einem Gebäude, das der Architekt Jákup Pauli Gregoriussen entworfen hat.
Als öffentlich-rechtlicher Sender untersteht ÚF dem Kulturminister in der Landesregierung der Färöer. Er ernennt einen siebenköpfigen Rundfunkrat. Derzeitiger Programmchef ist der stellvertretende Bürgermeister Tórshavns Jógvan Arge, der seit 1970 beim Sender arbeitet und zum Beispiel jedes Länderspiel der färöischen Fußballnationalmannschaft moderiert.
Im Gegensatz zum Fernsehen SvF hat ÚF nicht das Problem, genügend Sendungen in färöischer Sprache anbieten zu können, sodass grundsätzlich in der Landessprache gesendet wird.
Die Website UF.fo ist neben portal.fo die wichtigste Nachrichtenquelle in färöischer Sprache im Internet. Es gibt sogar ein WAP-Angebot mit aktuellen Meldungen. Weiterhin findet sich auf der Website ein umfangreiches Archiv an früheren Sendungen (unter „Lurta á netinum“). Besonders interessant sind hier die Livereportagen der Regatten im färöischen Rudersport (Kappróður), die einen guten Eindruck davon vermitteln, mit welchem Enthusiasmus dieser Nationalsport verfolgt wird.
Für die einheimische Musikszene bedeutend sind die Charts 15 tær bestu (die 15 Besten).
Hier kann jeder über die redaktionellen Vorschläge im Internet abstimmen, und so wird es dann gesendet. Zur Auswahl stehen sowohl internationale als auch färöische Titel.

## Sendezeiten
Diese Angaben beziehen sich auf die färöische Ortszeit UTC.
| Montag–Freitag | 07:00–23:10 Uhr |
| Samstag        | 07:15–01:00 Uhr |
| Sonntag        | 10:00–19:00 Uhr |

## Empfang
Bis auf den Mittelwellensender am Leuchtturm Akraberg an der Südspitze der Färöer wird auf Ultrakurzwelle gesendet. Der Mittelwellensender dient auch der Versorgung der Fischereiboote auf den heimischen Gewässern um die Inseln.
| Region                    | Sendestation | Leistung | Frequenz   |
| ------------------------- | ------------ | -------- | ---------- |
| FM-Streymoy (Tórshavn)    | Húsareyn     | 5 kW     | 89,90 MHz  |
| FM-Streymoy               | Vestmanna    | 10 W     | 99,50 MHz  |
| FM-Streymoy               | Saksun       | 10 W     | 99,50 MHz  |
| FM-Eysturoy               | Eiðiskollur  | 10 W     | 87,60 MHz  |
| FM-Norðoyggjar (Klaksvík) | Brúnaskarð   | 3 kW     | 94,30 MHz  |
| FM-Norðoyggjar            | Eysturhøvdi  | 10 W     | 96,50 MHz  |
| FM-Norðoyggjar            | Slættafjall  | 10 W     | 92,10 MHz  |
| FM-Norðoyggjar            | Trøllanes    | 1 W      | 88,50 MHz  |
| FM-Vágar                  | Miðvágur     | 10 W     | 99,50 MHz  |
| FM-Vágar                  | Sørvágur     | 10 W     | 87,90 MHz  |
| FM-Mykines                | Mykines      | 1 W      | 90,60 MHz  |
| FM-Sandoy                 | Dalur        | 1 W      | 88,50 MHz  |
| FM-Suðuroy                | Hesturin     | 3 kW     | 97,50 MHz  |
| FM-Suðuroy                | Hvalba       | 10 W     | 99,50 MHz  |
| FM-Eysturoy               | Støðlafjall  | 0,5 kW   | 100,00 MHz |
| Mittelwelle               | Akraberg     | 100 kW   | 531 kHz    |